# 阮成保
阮成保（1978年—），越南象棋棋手，象棋国际特级大师。

## 生平
阮成保出生于越南南定省。1998年，他在第十届亚洲象棋锦标赛中获少年个人冠军，打破了此前中国棋手包揽亚锦赛史上所有项目金牌的纪录。此后，他获得过2007年、2011年两届越南全国象棋个人锦标赛冠军，2010年亚洲运动会象棋比赛个人亚军等。2014年，阮成保突然离开一线赛场并退出越南国家队。
2021年，阮成保回归象棋职业赛场。2022年，阮成保在第十七届世界象棋锦标赛中获男子个人季军，并联手另一名越南棋手赖理兄为越南队夺得男子团体冠军。2023年，他时隔12年之后第三次夺得越南全国冠军。